# Mehrlagenplatine

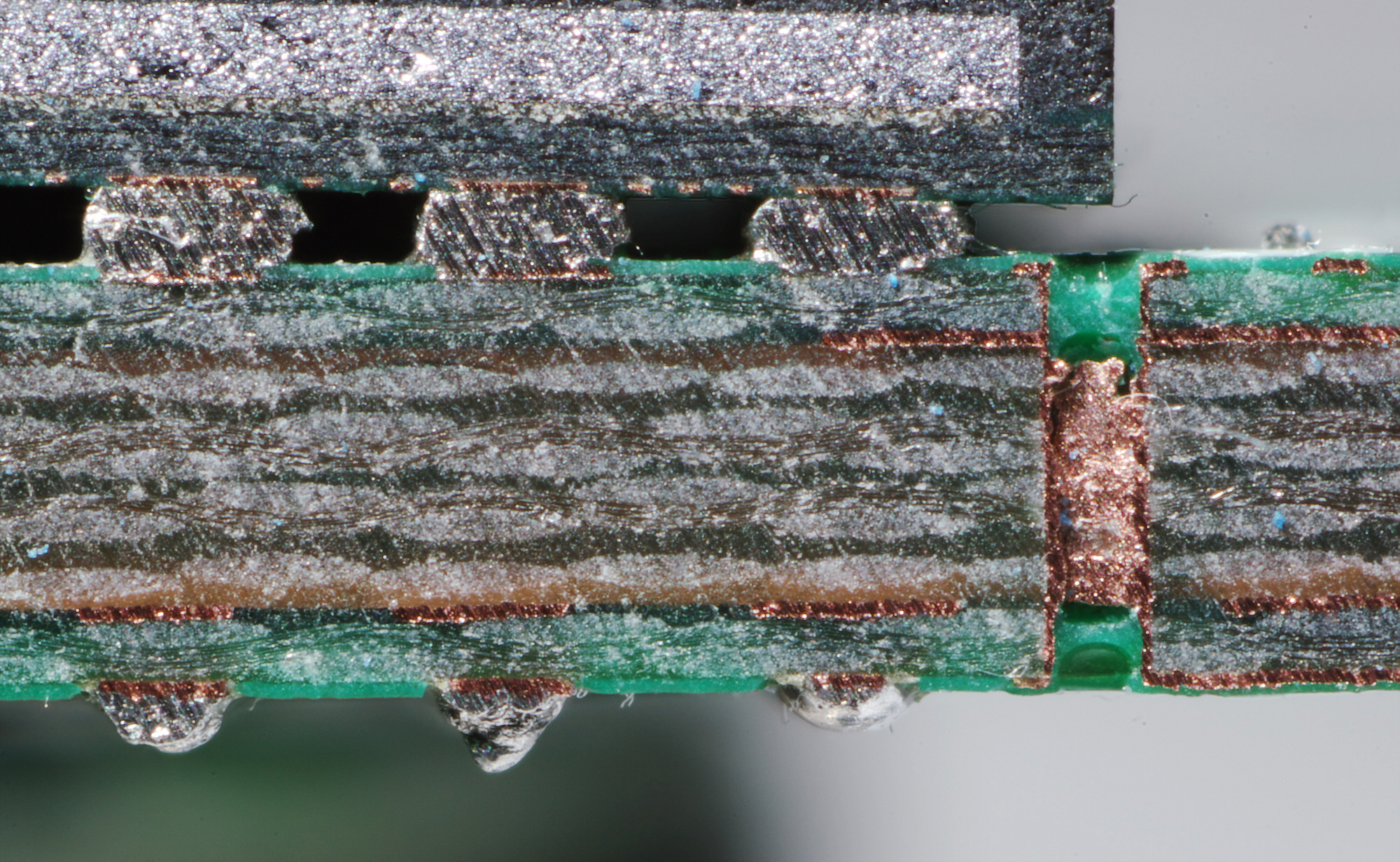
Platine mit vier Kupferlagen und Durchkontaktierung

Die Mehrlagenplatine (englisch multilayer board) ist eine Leiterplatte, die aus mehr als zwei Leiterbahnen tragenden Ebenen (engl. layer) besteht. Aufgrund der Komplexität der heutigen Schaltungen ist das oft die einzige Möglichkeit, ein Layout zu erstellen. Mittels Durchkontaktierungen werden die einzelnen Ebenen elektrisch miteinander verbunden.
Oft liegt auf einer Ebene die Versorgungsspannung, auf einer oder mehreren anderen Lagen nur Signalleitungen, und auf einer weiteren Lage das Bezugspotential. Um bessere Ergebnisse bezüglich der elektromagnetischen Verträglichkeit zu erzielen, können auch in den Innenlagen Bezugspotentiale und Versorgungsspannungen liegen.
Die Anzahl der Lagen ist aufgrund des verwendeten Produktionsverfahrens immer gerade; die übliche Anzahl liegt zwischen 4 und 24. Mit steigender Anzahl steigt üblicherweise auch der Herstellungspreis der Platine.